# Menhir von Battgendorf
Der Menhir von Battgendorf war ein vorgeschichtlicher Menhir bei Battgendorf, einem Ortsteil von Kölleda im Landkreis Sömmerda, Thüringen. Er wurde offenbar in der ersten Hälfte des 20. Jahrhunderts zerstört.

## Lage
Der Menhir befand sich kurz hinter dem nördlichen Ortsausgang von Battgendorf am Weg nach Beichlingen.

## Beschreibung
Der Stein bestand aus einer Kieselplatte. Er hatte eine Höhe von etwa 4 bis 5 Fuß (etwa 1,30 m) und eine Breite von 3 Fuß (93 cm). Er besaß ein wohl natürlich entstandenes Loch von 10 Zoll (etwa 30 cm) Durchmesser und ähnelte somit dem Menhir von Gerbstedt und dem Menhir von Nohra. Funde aus der Umgebung des Steins stammen aus dem Neolithikum (hauptsächlich Schnurkeramikkultur), der Aunjetitzer Kultur und der Vollbronzezeit. Waldtraut Schrickel konnte den Menhir trotz intensiver Suche und Befragung von Anwohnern in den 1950er Jahren nicht mehr auffinden. Er muss somit als zerstört angesehen werden.